# Fabio Sarno
Fabio Sarno (Bari, 16 september 1940) is een Italiaanse acteur.

## Leven
Sarno woont in Keulen. In Duitsland werd hij vooral bekend door de rol van Francesco in het Duitse televisiedrama Lindenstraße (aflevering 301–712, 1991–1999). Daarvoor speelde hij een aantal theaterrollen en sinds 1981 is hij af en toe op de Duitse televisie te zien. Hier speelt hij voornamelijk bijrollen in televisieseries.
In Nederland is Sarno bekend vanwege zijn rol in de televisieserie Zeg 'ns Aaa. Hierin speelde hij Paolo Picoli, de vriend van Canci Lansberg (Simone Rooskens), de zus van dokter Hans Lansberg (Manfred de Graaf).

## Filmografie (selectie)
- 1981: Einfach Lamprecht
- 1989: Der Alte
- 1989: Zeg 'ns Aaa
- 1991: Novak: Tote tilgen keine Spuren
- 1991-1999: Lindenstrasse
- 1992: Diplomaten küsst man nicht
- 1992: Tatort
- 1992: Der Nelkenkönig
- 1993: Gesprach über Grenzen
- 1993: Hallo Onkel Doc
- 1996: Jede Menge Leben - Morricone
- 2003: SOKO Köln
- 2003: Verbotene Liebe
- 2003: Liebe wie am ersten Tag
- 2005: Der Elefant - Mord verjärht nie
- 2006: Wie küsst man einen Millionär
- 2016: Tatort

## Weblinks
- (en)   Fabio Sarno in de Internet Movie Database